# Somogyhatvan
Somogyhatvan je selo u južnoj Mađarskoj.
Zauzima površinu od 13,52 km četvorna.

## Zemljopisni položaj
Nalazi se na 46° 7' sjeverne zemljopisne širine i 17° 43' istočne zemljopisne dužine. Oko kilometar od sela na zapadu, jugozapadu i istoku se nalaze ribnjaci. Od naselja, 2,5 km sjeverozapadno se nalazi Patosfa, Vásárosbéc je 6 km sjeverno, Luka je 5,5 km sjever-sjeveroistočno, 5 km sjeveroistočno se nalazi Rašađ, 3 km istočno je Vislovo, Opat je 2,5 km istočno-jugoistočno, Pokloša je 3 km jugoistočno, Mrnja je 3 km južno.

## Upravna organizacija
Upravno pripada Sigetskoj mikroregiji u Baranjskoj županiji. Poštanski broj je 7921.

## Povijest
1421. se selo spominje pod imenom Hatwan.
U selu su se nalazili posjedi plemićkih obitelji Trauna, Draškovića i Eszterházy.

## Stanovništvo
Somogyhatvan ima 407 stanovnika (2001.). Većina su Mađari, a manjinsku samoupravu imaju Romi, koji čine 1%. Trećina stanovnika je neizjašnjena. Rimokatolika je preko 50%, a kalvinista 5%.
Prema popisu stanovništva u Mađarskoj 1910. je u selu živjelo 704 stanovnika, od čega 650 Mađara i 54 Roma. 263 su bila rimokatolici, 423 reformirani i 9 židovske vjere.

## Vanjske poveznice
- Somogyhatvan na fallingrain.com